# Élections municipales de 2017 à Terrebonne
Les élections municipales de 2017 à Terrebonne se déroulent le 5 novembre 2017.

## Contexte
Maire de Terrebonne depuis 1997, Jean-Marc Robitaille démissionne le 8 novembre 2016, sur fond de corruption. L'UPAC a fait plusieurs perquisitions au cours du mois de juillet 2016, et selon elle, un véritable système de corruption aurait été mis en place.
Le 12 novembre, Stéphane Berthe, conseiller municipal depuis 2009, est choisi, par ses collègues, maire intérimaire, durant une séance controversée du conseil municipal.

## Forces en présence
Le 31 janvier 2017, l'Alliance démocratique de Terrebonne est fondée. Marc-André Plante en prend la direction. Le 29 mai, le programme est présenté.
Le 25 avril 2017, le maire intérimaire, Stéphane Berthe, annonce se lancer dans la course à la mairie, en plus de créer son parti, Générations Terrebonne.
Le Parti Nouvel Élan Terrebonne est fondée par Valérie Quévillon, au début, militante de l'Alliance démocratique de Terrebonne, mais qui a quitté ce parti, après que des membres de l'administration Robitaille aient été recrutés. Le parti est lancé le 27 juin 2017.
Le 3 octobre 2017, le chef d'Action Terrebonne, Antoine Hanachian, présente des candidats et sa plateforme. Il n'en présentera que 3.

## Résultats[10]

### Mairie
- Maire sortant : Stéphane Berthe

| Parti                             | Parti                             | Candidats                         | Voix   | %     |
| --------------------------------- | --------------------------------- | --------------------------------- | ------ | ----- |
|                                   | Alliance démocratique Terrebonne  | Marc-André Plante                 | 13 883 | 42,03 |
|                                   | Générations Terrebonne            | Stéphane Berthe                   | 10 371 | 31,40 |
|                                   | Nouvel Élan Terrebonne            | Valérie Quévillon                 | 8 193  | 24,80 |
|                                   | Action Terrebonne                 | Antoine Hanachian                 | 585    | 1,77  |
|                                   |                                   |                                   |        |       |
| Votes valides                     | Votes valides                     | Votes valides                     | 33 032 | 97,78 |
| Bulletins rejetés                 | Bulletins rejetés                 | Bulletins rejetés                 | 751    | 2,22  |
| Total                             | Total                             | Total                             | 33 783 | 100   |
| Abstention                        | Abstention                        | Abstention                        | 50 085 | 59,72 |
| Nombre d'inscrits / participation | Nombre d'inscrits / participation | Nombre d'inscrits / participation | 83 868 | 40,28 |

### Districts électoraux

#### Résumé
| Parti                             | Parti                             | Candidats                         | Voix   | %     | Sièges |
| --------------------------------- | --------------------------------- | --------------------------------- | ------ | ----- | ------ |
|                                   | Alliance démocratique Terrebonne  | 16                                | 13 745 | 41,71 | 11     |
|                                   | Générations Terrebonne            | 16                                | 10 891 | 33,05 | 4      |
|                                   | Nouvel Élan Terrebonne            | 16                                | 7 033  | 21,34 | 1      |
|                                   | Action Terrebonne                 | 3                                 | 198    | 0,60  | 0      |
|                                   | Indépendants                      | 6                                 | 1 083  | 3,29  | 0      |
|                                   |                                   |                                   |        |       |        |
| Votes valides                     | Votes valides                     | Votes valides                     | 32 950 | 97,53 |        |
| Bulletins rejetés                 | Bulletins rejetés                 | Bulletins rejetés                 | 833    | 2,47  |        |
| Total                             | Total                             | Total                             | 33 783 | 100   | 16     |
| Abstention                        | Abstention                        | Abstention                        | 50 085 | 59,72 |        |
| Nombre d'inscrits / participation | Nombre d'inscrits / participation | Nombre d'inscrits / participation | 83 868 | 40,28 |        |

#### Résultats individuels
| Candidat | Candidat                       | Parti                            | Voix  | %     |
| -------- | ------------------------------ | -------------------------------- | ----- | ----- |
|          | Brigitte Villeneuve (Sortante) | Alliance démocratique Terrebonne | 962   | 58,06 |
|          | Kim Lecavalier                 | Nouvel Élan Terrebonne           | 314   | 18,95 |
|          | Alain Gravel                   | Générations Terrebonne           | 269   | 16,23 |
|          | Hélène Michaud                 | Indépendant                      | 112   | 6,76  |
| Total    | Total                          | Total                            | 1 657 | 100%  |

| Candidat | Candidat                       | Parti                            | Voix  | %     |
| -------- | ------------------------------ | -------------------------------- | ----- | ----- |
|          | Nathalie Bellavance (Sortante) | Alliance démocratique Terrebonne | 1 083 | 54,84 |
|          | Patrick Simard                 | Générations Terrebonne           | 351   | 17,77 |
|          | Nathalie Lavigne               | Nouvel Élan Terrebonne           | 295   | 14,94 |
|          | Gabriel Gauthier               | Indépendant                      | 246   | 12,46 |
| Total    | Total                          | Total                            | 1 975 | 100%  |

| Candidat | Candidat         | Parti                            | Voix  | %     |
| -------- | ---------------- | -------------------------------- | ----- | ----- |
|          | Dany St-Pierre   | Alliance démocratique Terrebonne | 891   | 47,77 |
|          | Johanne Morin    | Générations Terrebonne           | 363   | 19,46 |
|          | Eve Duhamel      | Indépendant                      | 344   | 18,45 |
|          | Simon Marentette | Nouvel Élan Terrebonne           | 267   | 14,32 |
| Total    | Total            | Total                            | 1 865 | 100%  |

| Candidat | Candidat               | Parti                            | Voix  | %     |
| -------- | ---------------------- | -------------------------------- | ----- | ----- |
|          | Réal Leclerc (Sortant) | Alliance démocratique Terrebonne | 1 059 | 51,84 |
|          | Caroline Anctil        | Nouvel Élan Terrebonne           | 492   | 24,08 |
|          | Josianne Laquerre      | Générations Terrebonne           | 492   | 24,08 |
| Total    | Total                  | Total                            | 2 043 | 100%  |

| Candidat | Candidat               | Parti                            | Voix  | %     |
| -------- | ---------------------- | -------------------------------- | ----- | ----- |
|          | Serge Gagnon (Sortant) | Alliance démocratique Terrebonne | 1 024 | 53,75 |
|          | Carole Robitaille      | Générations Terrebonne           | 538   | 28,24 |
|          | Steve Veilleux         | Nouvel Élan Terrebonne           | 343   | 18,01 |
| Total    | Total                  | Total                            | 1 905 | 100%  |

| Candidat | Candidat           | Parti                            | Voix  | %     |
| -------- | ------------------ | -------------------------------- | ----- | ----- |
|          | Éric Fortin        | Alliance démocratique Terrebonne | 686   | 35,73 |
|          | Isabelle Patenaude | Générations Terrebonne           | 613   | 31,93 |
|          | Hugo Parent        | Nouvel Élan Terrebonne           | 445   | 23,18 |
|          | Walter Hébert      | Indépendant                      | 143   | 7,45  |
|          | Michèle Parsons    | Action Terrebonne                | 33    | 1,72  |
| Total    | Total              | Total                            | 1 920 | 100%  |

| Candidat | Candidat                 | Parti                            | Voix  | %     |
| -------- | ------------------------ | -------------------------------- | ----- | ----- |
|          | Yan Gauthier-Maisonneuve | Alliance démocratique Terrebonne | 676   | 33,55 |
|          | Manon Perreault          | Nouvel Élan Terrebonne           | 661   | 32,80 |
|          | Paul Asselin (Sortant)   | Générations Terrebonne           | 593   | 29,43 |
|          | David Moïse              | Action Terrebonne                | 85    | 4,22  |
| Total    | Total                    | Total                            | 2 015 | 100%  |

| Candidat | Candidat                       | Parti                            | Voix  | %     |
| -------- | ------------------------------ | -------------------------------- | ----- | ----- |
|          | Caroline Desbiens              | Alliance démocratique Terrebonne | 1 246 | 49,00 |
|          | Marie-Josée Beaupré (Sortante) | Générations Terrebonne           | 660   | 25,95 |
|          | Nancy Gaudreault               | Nouvel Élan Terrebonne           | 637   | 25,05 |
| Total    | Total                          | Total                            | 2 543 | 100%  |

| Candidat | Candidat         | Parti                            | Voix  | %     |
| -------- | ---------------- | -------------------------------- | ----- | ----- |
|          | Simon Paquin     | Alliance démocratique Terrebonne | 1 038 | 45,93 |
|          | Audrey Lachance  | Générations Terrebonne           | 677   | 29,96 |
|          | Franco Gentili   | Nouvel Élan Terrebonne           | 465   | 20,58 |
|          | Guillaume Ledoux | Indépendant                      | 80    | 3,54  |
| Total    | Total            | Total                            | 2 260 | 100%  |

| Candidat | Candidat         | Parti                            | Voix  | %     |
| -------- | ---------------- | -------------------------------- | ----- | ----- |
|          | Robert Morin     | Nouvel Élan Terrebonne           | 605   | 33,26 |
|          | Chantal Lapierre | Générations Terrebonne           | 540   | 29,69 |
|          | Réal Brassard    | Alliance démocratique Terrebonne | 516   | 28,37 |
|          | Jean-Guy Toupin  | Indépendant                      | 158   | 8,69  |
| Total    | Total            | Total                            | 1 819 | 100%  |

| Candidat | Candidat            | Parti                            | Voix  | %     |
| -------- | ------------------- | -------------------------------- | ----- | ----- |
|          | Nathalie Ricard     | Alliance démocratique Terrebonne | 766   | 40,49 |
|          | Nicolas Bucci       | Générations Terrebonne           | 736   | 38,90 |
|          | Rafael Andres Rivas | Nouvel Élan Terrebonne           | 390   | 20,61 |
| Total    | Total               | Total                            | 1 892 | 100%  |

| Candidat | Candidat                 | Parti                            | Voix  | %     |
| -------- | ------------------------ | -------------------------------- | ----- | ----- |
|          | André Fontaine (Sortant) | Générations Terrebonne           | 919   | 50,61 |
|          | Line Dussault            | Alliance démocratique Terrebonne | 625   | 34,42 |
|          | Pierre-Alexandre Bugeaud | Nouvel Élan Terrebonne           | 272   | 14,98 |
| Total    | Total                    | Total                            | 1 816 | 100%  |

| Candidat | Candidat               | Parti                            | Voix  | %     |
| -------- | ---------------------- | -------------------------------- | ----- | ----- |
|          | Jacques Demers         | Alliance démocratique Terrebonne | 1 092 | 47,58 |
|          | Lucas Galarneau        | Générations Terrebonne           | 937   | 40,83 |
|          | Laurence Pilon-Labonté | Nouvel Élan Terrebonne           | 266   | 11,59 |
| Total    | Total                  | Total                            | 2 295 | 100%  |

| Candidat | Candidat                  | Parti                            | Voix  | %     |
| -------- | ------------------------- | -------------------------------- | ----- | ----- |
|          | Robert Brisebois          | Générations Terrebonne           | 785   | 36,39 |
|          | Claire Messier (Sortante) | Alliance démocratique Terrebonne | 750   | 34,77 |
|          | Julie Hamel               | Nouvel Élan Terrebonne           | 622   | 28,84 |
| Total    | Total                     | Total                            | 2 157 | 100%  |

| Candidat | Candidat           | Parti                            | Voix  | %     |
| -------- | ------------------ | -------------------------------- | ----- | ----- |
|          | Nathalie Lepage    | Générations Terrebonne           | 764   | 34,20 |
|          | Alain De Choinière | Alliance démocratique Terrebonne | 763   | 34,15 |
|          | Michel Corbeil     | Nouvel Élan Terrebonne           | 627   | 28,07 |
|          | Bréviol Dorceus    | Action Terrebonne                | 80    | 3,58  |
| Total    | Total              | Total                            | 2 207 | 100%  |

| Candidat | Candidat           | Parti                            | Voix  | %     |
| -------- | ------------------ | -------------------------------- | ----- | ----- |
|          | Marc-André Michaud | Générations Terrebonne           | 1 684 | 65,17 |
|          | Éric Forget        | Alliance démocratique Terrebonne | 568   | 21,98 |
|          | André Hachey       | Nouvel Élan Terrebonne           | 332   | 12,85 |
| Total    | Total              | Total                            | 2 584 | 100%  |